# Maxime Brinck-Croteau
Maxime Brinck-Croteau, né le 19 mars 1986 à Amos, en Abitibi-Témiscamingue est un escrimeur canadien, spécialiste de l'épée.
Il remporte la médaille d'argent lors des Championnats panaméricains à Santiago en 2015 et participe aux Jeux panaméricains de 2015 à Toronto. Il se qualifie pour les Jeux olympiques de Rio en étant un des deux meilleurs classés des Amériques.